# Кфар-Труман
Кфар-Труман (ивр. כפר טרומן‎) — мошав, расположенный в центральной части Израиля, около трех километров к востоку от международного аэропорта Бен-Гурион. Административно относится к региональному совету Хевель Модиин. 

## История
Мошав был создан в 1949 году демобилизованными солдатами Пальмах и изначально назывался «Бней-Харель». В 1950 году представители Еврейского агентства предложили изменить название на «Кфар-Труман», в честь президента США Гарри С. Трумэна, чья поддержка имела важное значение для создания государства Израиль.

## Население
По данным Центрального статистического бюро Израиля, население на начало 2020 года составляло 893 человека.